# Rovno
Rovno, někdy též přepisováno z ukrajinštiny Rivne (ukrajinsky Рівне, polsky Równe, vyslovováno [ruvne], rusky Ровно [rovno]) je město ležící v západní části Ukrajiny na historickém území Volyně. Je hlavním městem Rovenské oblasti a Rovenského rajónu. Bylo také známo jako středisko volyňských Čechů.

## Historie

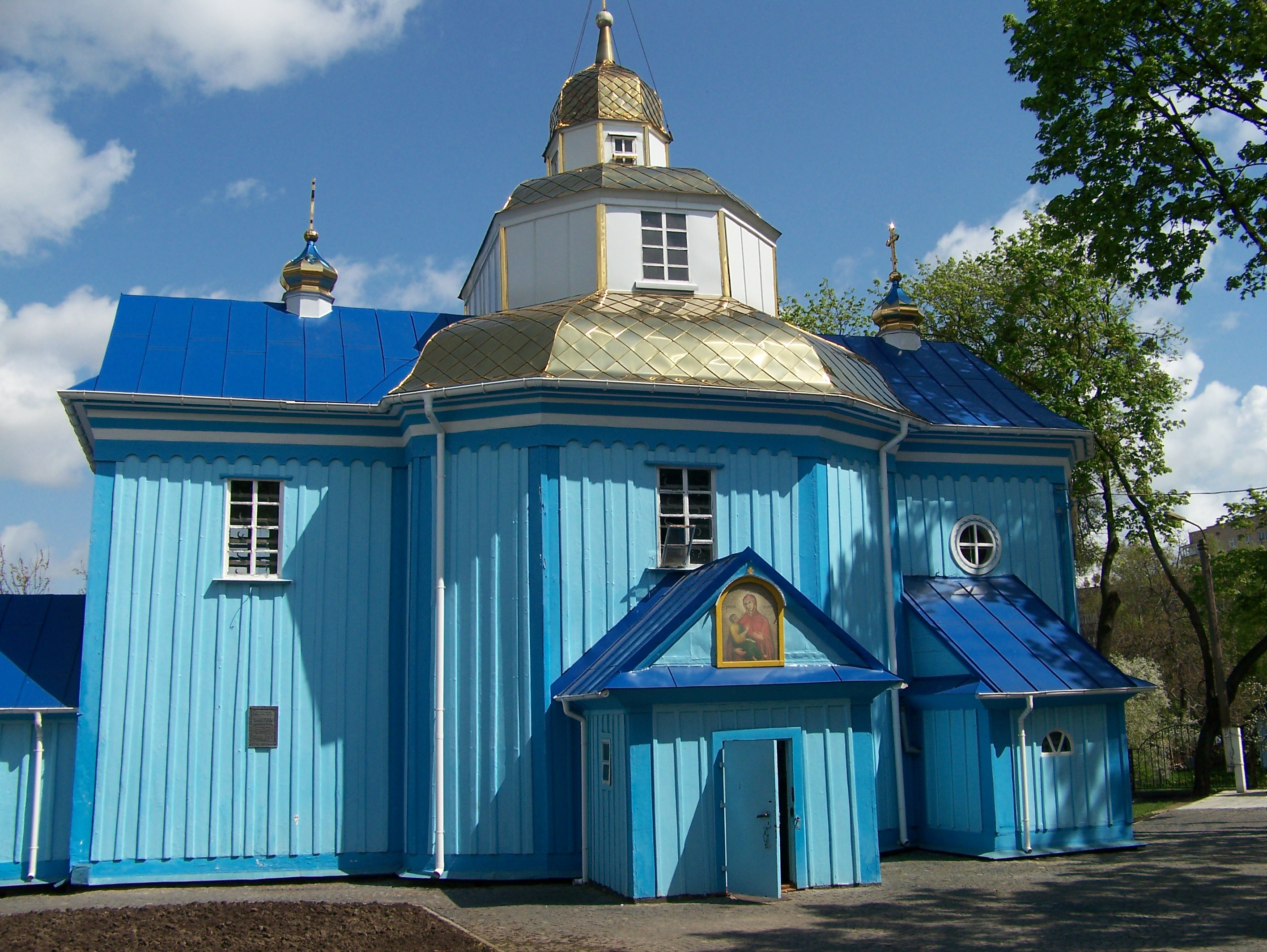
Dřevěný kostelík Nanebevstoupení (18. století)

První písemná zmínka pochází z roku 1283, kdy bylo součástí Haličsko-volyňského knížectví. V druhé polovině XIV. století se stalo součástí Litevského velkoknížectví, od roku 1569 součástí Polské koruny. Roku 1793 po 2. dělení Polska se Rovno stalo součástí carského Ruska. Roku 1839 sem bylo přesunuto klasické gymnázium, které navštěvoval mj. spisovatel Vladimir Korolenko. V letech 1921–1939 náleželo opět Polsku, po obsazení východní části Polska v roce 1939 se stalo součástí Sovětského svazu (Ukrajinské SSR).
V letech 1941–1944 bylo město okupováno nacistickým Německem, které z města učinilo centrum reichskomisariátu Ukrajina. Byly zmasakrovány tisíce rovenských Židů. Proti německé okupaci zde organizoval teroristické akce partyzán Nikolaj Kuzněcov, jemuž zde bylo později zřízeno muzeum a památník (přesunutý roku 1994 na méně exponované místo). Od února 1944, kdy do města vstoupila Rudá armáda, patřilo opět Sovětskému svazu, od roku 1991 pak nezávislé Ukrajině. Tehdy bylo město přejmenováno na Rivne (do té doby se i v ukrajinštině oficiálně jmenovalo Rovno). Byly zbudovány pomníky symbolů ukrajinské kultury, jakým je například Taras Ševčenko (1999).

## Ekonomika
Po 2. světové válce se město stalo jedním z hlavních průmyslových center západní Ukrajiny. Je zde soustředěn těžký strojírenský a chemický průmysl a od 60. let zde funguje obří textilka.
Železnice spojující Kyjev a Brest dorazila do Rovna roku 1873, později byla zdvojkolejněna a elektrifikována. Zřízena byla také odbočka na Sarny. Dnes tudy projíždějí především vlaky spojující Volyň s Kyjevem a dalšími místy Ukrajiny, v poslední době bylo zavedeno také rychlé spojení se Lvovem.
Přes Rovno vede expresní silnice Lvov – Kyjev. Od roku 1974 funguje ve městě trolejbusová doprava; v roce 1977 bylo otevřeno místní letiště.

## Rodáci
- Jaroslav Jevdokimov[2] (* 1946), zpěvák
- Olga Kulčinská (* 1990), operní pěvkyně – sopranistka, sólistka Curyšského operního domu